# Chance Warmack
(en) Statistiques sur pro-football-reference
Chance Warmack, né le 14 septembre 1991 à Detroit, est un joueur américain de football américain. 

## Enfance
Warmack étudie à la Westlake High School d'Atlanta en Géorgie. Jouant comme offensive guard, Rivals.com le classe vingtième du classement des guards sur tout le pays ainsi que vingt-neuvième au classement général (toutes positions confondues) de Géorgie. Ce même site le classe trois étoiles sur cinq. Il accepte une proposition de l'université de l'Alabama plutôt que d'autres universités comme celles de l'université de l'Arkansas, Rutgers, Auburn ainsi que de la Caroline du Sud.

## Carrière

### Université
Il s'inscrit officiellement à l'université de l'Alabama en janvier 2009. Warmack sert d'abord de guard remplaçant à Barrett Jones avant de prendre la place de Mike Johnson en 2010. Il joue l'ensemble des matchs de cette saison comme titulaire. En 2011, il remporte son deuxième BCS National Championship Game. Il laisse planer le doute sur une inscription au draft de la NFL de 2012 mais renonce pour effectuer sa dernière année universitaire. 

### Professionnel
Chance Warmack est sélectionné au premier tour de la draft de la NFL de 2013 par les Titans du Tennessee, au dixième choix. 

## Palmarès
- Vainqueur du BCS National Championship Game 2009, 2011 et 2012
- Mention honorable All-American 2011 par le Pro Football Weekly
- Seconde équipe de la Southeastern Conference 2011 par les entraîneurs
- Équipe All-American 2012
- Équipe de la Southeastern Conference 2012
- Prétendant au Outland Trophy 2012
- Quart de finaliste du Lombardi Award 2012